# Deniss Ivanovs
Deniss Ivanovs (ur. 11 stycznia 1984 w Lipawie) – piłkarz łotewski grający na pozycji środkowego obrońcy.

## Kariera klubowa
Ivanovs pochodzi z Lipawy. Karierę piłkarską rozpoczął w klubie Liepājas Metalurgs. W 2001 roku zadebiutował w jego barwach w pierwszej lidze łotewskiej. Od 2002 roku był podstawowym zawodnikiem Metalurgsa. W sezonie 2003 po raz pierwszy w karierze został wicemistrzem kraju, podobnie jak w 2004 roku. W 2005 roku wraz z Metalurgsem wywalczył swój pierwszy w karierze tytuł mistrza kraju. W 2006 i 2007 roku ponownie został wicemistrzem kraju, a w 2006 roku zdobył także Puchar Łotwy. W 2009 roku przyczynił się do wywalczenia przez Metalurgs drugiego w historii klubu mistrzostwa Łotwy.
Latem 2009 Ivanovs przeszedł do Ajaksu Kapsztad, zespołu z Republiki Południowej Afryki. Z Ajaksem podpisał 3-letni kontrakt. W Ajaksie grał przez rok.
W 2010 roku Ivanovs został zawodnikiem Sivassporu, a po roku spędzonym w Turcji przeniósł się do azerskiego klubu Bakı FK. W 2014 roku najpierw grał w rumuńskm FC Botoșani, a następnie został zawodnikiem FK Liepāja. W 2015 roku był z niej wypożyczony do węgierskiego klubu Nyíregyháza Spartacus.
| Sezon   | Klub                     | Kraj              | Rozgrywki             | Mecze | Bramki |
| ------- | ------------------------ | ----------------- | --------------------- | ----- | ------ |
| 2001    | Liepājas Metalurgs       | Łotwa             | Virslīga              | 1     | 0      |
| 2002    | Liepājas Metalurgs       | Łotwa             | Virslīga              | 26    | 0      |
| 2003    | Liepājas Metalurgs       | Łotwa             | Virslīga              | 24    | 0      |
| 2004    | Liepājas Metalurgs       | Łotwa             | Virslīga              | 19    | 0      |
| 2005    | Liepājas Metalurgs       | Łotwa             | Virslīga              | 28    | 0      |
| 2006    | Liepājas Metalurgs       | Łotwa             | Virslīga              | 23    | 2      |
| 2007    | Liepājas Metalurgs       | Łotwa             | Virslīga              | 27    | 2      |
| 2008    | Liepājas Metalurgs       | Łotwa             | Virslīga              | 20    | 4      |
| 2009    | Liepājas Metalurgs       | Łotwa             | Virslīga              | 19    | 1      |
| 2009/10 | Ajax Kapsztad            | Południowa Afryka | Premier Soccer League | 22    | 0      |
| 2010/11 | Sivasspor                | Turcja            | Süper Lig             | 16    | 0      |
| 2011/12 | Bakı FK                  | Azerbejdżan       | Premyer Liqa          | 31    | 3      |
| 2012/13 | Bakı FK                  | Azerbejdżan       | Premyer Liqa          | 18    | 0      |
| 2013/14 | FC Botoșani              | Rumunia           | Liga I                | 8     | 0      |
| 2014    | FK Liepāja               | Łotwa             | Virslīga              | 11    | 0      |
| 2014/15 | Nyíregyháza Spartacus FC | Węgry             | NB I                  | 9     | 0      |
| 2015    | FK Liepāja               | Łotwa             | Virslīga              | 14    | 1      |
| 2016    | FK Liepāja               | Łotwa             | Virslīga              | 21    | 0      |
| 2017    | FK Liepāja               | Łotwa             | Virslīga              | 19    | 0      |
| 2018    | FK Liepāja               | Łotwa             | Virslīga              |       |        |

## Kariera reprezentacyjna
W reprezentacji Łotwy Ivanovs zadebiutował 24 grudnia 2005 roku w zremisowanym 1:1 spotkaniu Pucharu Króla Tajlandii z Tajlandią. Wraz z Łotwą wystąpił w eliminacjach do Euro 2008 i Mistrzostw Świata 2010.